# Liisa Jaakonsaari
Liisa Anneli Jaakonsaari (født 2. september 1945) er siden 2009 finsk medlem af Europa-Parlamentet, valgt for Finlands Socialdemokratiske Parti (indgår i parlamentsgruppen S&D).